# 民楽県
民楽県（みんらく-けん）は中華人民共和国甘粛省張掖市に位置する県。県人民政府の所在地は洪水鎮。

## 地理
民楽県は東経100度22分から101度13分、北緯37度56分から38度48分に位置し、東と東北は山丹県、東南は永昌県、南は青海省門源回族自治県・祁連県、西南は粛南ユグル族自治県、西と西北は甘州区と隣接する。

## 行政区画
10鎮を管轄：
- 鎮：洪水鎮、六壩鎮、新天鎮、南古鎮、永固鎮、三堡鎮、南豊鎮、民聯鎮、順化鎮、豊楽鎮